# Wydad Sportif de Temara
O Wydad Sportif de Témara é um clube de futebol com sede em Témara, Marrocos. A equipe compete no Campeonato Marroquino de Futebol.

## História
O clube foi fundado em 1993.